# Наилы
Наилы — посёлок в Миасском городском округе Челябинской области.

## География
Расположен на берегу реки Миасс. Расстояние до Миасса — 27 км.

## Население
| 2002 | 2010 |
| ---- | ---- |
| 29   | ↗46  |

По данным Всероссийской переписи, в 2010 году численность населения посёлка составляла 46 человек (24 мужчины и 22 женщины).

## Улицы
Уличная сеть посёлка состоит из 4 улиц и 2 переулков.